# 名古屋市立植田中学校
名古屋市立植田中学校（なごやしりつうえだちゅうがっこう）は、名古屋市天白区植田本町一丁目にある、公立中学校である。

## 概要
通称は「植中」。名古屋市のマンモス校であり、付近の川を境に他の中学校との学区が分かれているため、場合によっては自宅の目の前に他の中学校があるにもかかわらず、坂を上って植田中学校まで通学しなければならないことがある。

## 沿革

### 経緯
名古屋市立天白中学校から分離開校された。その後改修を繰り返し、現在は格技場、2つのクラブハウス、ランチルーム、グリーンサンドの運動場、観察池、心の教室などが整備されており、2014年には各教室にエアコンが設置された。
また、社会奉仕活動も積極的に実施しており、赤い羽根募金、エコキャップ・ベルマーク・インクカートリッジ集めを行い、2013年には台風の被害を受けたフィリピンへ寄付された。東日本大震災で被害を受けたいわき市立植田中学校には生徒1人1人のメッセージを書いた「希望の虹」という旗を送り、「虹の架け橋プロジェクト」としていわき市立植田中学校からも被害の大きかった周辺4校に旗が送られた。その後もテレビ会議などを行い交流を続けている。
部活動では、吹奏楽部が東京ディズニーランドなどでパレードを行い、マーチングコンテストでは何度も金賞を受賞する強豪校である。

### 年表
- 1984年 - 名古屋市立天白中学校から分離開校
- 1985年 - 特別支援学級2室設置
- 1986年 - 格技場、観察池完成
- 1988年 - クラブハウス完成
- 1989年 - 運動場をグリーンサンドへ全面改修
- 1990年 - 校歌「友よ、君は」制定
- 1991年 - 西2階建てクラブハウス、コンピューター室完成
- 1997年 - ランチルーム棟完成、身体障がい者用スロープ設置
- 2000年 - 心の教室「ほっとRoom」整備、夢・チャレンジ交流会実施
- 2002年 - スクールカウンセラー設置
- 2004年 - 防犯カメラ設置
- 2009年 - 防災備蓄倉庫設置
- 2011年 - 体育館窓ガラス飛散防止皮膜貼付、防犯カメラ増設
- 2013年 - 夢・チャレンジ支援事業実施
- 2014年 - 教室エアコン設置完了

### 生徒数の変遷
『愛知県小中学校誌』（1998年）によると、生徒数の変遷は以下の通りである。
| 1984年（昭和59年） | 406人 |  |
| 1987年（昭和62年） | 553人 |  |
| 1997年（平成9年）  | 851人 |  |

## 学区
名古屋市立植田小学校、名古屋市立植田南小学校、名古屋市立植田北小学校、名古屋市立植田東小学校の各学区。

## 生徒会活動
- 生活委員会
- 文化委員会
- 図書委員会
- 美化委員会
- 保健委員会
- 体育委員会
- 選挙管理委員会

## 部活動

### 運動系部活動
- ハンドボール部（男子のみ）
- 野球部（男子のみ）
- ソフトボール部（女子のみ）
- バレーボール部（男女別）
- バスケットボール部（男女別）
- ソフトテニス部（男女別）
- 柔道部 （男女合同）
- 剣道部

### 文化系部活動
- 吹奏楽部
- 美術部
- 生徒会執行部

## 学校行事（生徒会行事も含む）
- 学年別の行事（球技大会やレクリエーション、野外教育活動など）
- 体育大会（主に陸上競技を行う）
- 音楽会（毎年行われ、特別賞、優良賞、優秀賞、最優秀賞がある）
- 三送会（三年生を送る会。各学年の出し物、有志で幕間などを行う）(2022年度から廃止)

## 近隣の学校
- 愛知県立天白高等学校
- 名古屋市立御幸山中学校
- 名古屋市立植田小学校
- 名古屋市立植田南小学校
- 名古屋市立植田北小学校
- 名古屋市立植田東小学校
- 名古屋市立大坪小学校
- 日進市立日進西中学校

## 周辺施設
- 中央公園
- 名古屋市立植田小学校
- 名古屋市立植田幼稚園

## 交通
- 名古屋市営バス 植田一本松バス停 徒歩約10分
- 名古屋市営地下鉄鶴舞線 植田駅 徒歩約20分